# 康震
康 震（こう しん、1970年3月10日 - ）は、中華人民共和国の学者。専攻は中国古典文学。現職は北京師範大学副校長（副学長）。

## 経歴
1970年3月10日、陝西省綏徳県で生まれる。西安聯合大学（現在の西安文理学院）中文系を経て、2000年、陝西師範大学文学学科を卒業。陝西師範大学の指導教官は霍松林教授。2000年、南京師範大学に博士研究生として入室。
2002年から北京師範大学の教壇に立ち、文学院党総支副書記、副院長、校長（学長）弁公室主任、文学院党委員会書記等を歴任。2022年6月、副校長（副学長）に昇格。

## 著作
- (中国語) 『康震講蘇東坡』. 北京市: 中華書局. (2018). ISBN 9787101129694
- (中国語) 『康震講詩仙李白』. 北京市: 中華書局. (2018). ISBN 9787101128666
- (中国語) 『康震講韓愈』. 北京市: 中華書局. (2018). ISBN 9787101129588
- (中国語) 『康震講王安石』. 北京市: 中華書局. (2018). ISBN 9787101130515
- (中国語) 『康震講詩聖杜甫』. 北京市: 中華書局. (2018). ISBN 9787101127201
- (中国語) 『康震講欧陽修 曽鞏』. 北京市: 中華書局. (2018). ISBN 9787101130614
- (中国語) 『康震講三蘇』. 北京市: 中華書局. (2018). ISBN 9787101127287
- (中国語) 『康震講柳宗元』. 北京市: 中華書局. (2018). ISBN 9787101130621
- (中国語) 『康震講詩詞経典』. 北京市: 中華書局. (2018). ISBN 9787101128673